# Épousez-moi
Pour plus de détails, voir Fiche technique et Distribution.
Épousez-moi (Marry Me Again) est un film américain réalisé par Frank Tashlin, sorti en 1953.

## Fiche technique
- Titre original : Marry Me Again
- Titre français : Épousez-moi
- Réalisation : Frank Tashlin
- Scénario : Frank Tashlin
- Photographie : Robert De Grasse
- Musique : Raoul Kraushaar
- Société de production : RKO Radio Pictures
- Pays d'origine :  États-Unis
- Format : Couleurs - 1,66:1 - Mono
- Genre : Comédie romantique
- Durée : 73 minutes
- Dates de sortie :
  -  États-Unis : 23 septembre 1953

## Distribution
- Robert Cummings as Bill
- Marie Wilson as Doris
- Ray Walker as Mac
- Mary Costa as Joan
- Jess Barker as Jenkins
- Lloyd Corrigan as Mr. Taylor
- June Vincent as Miss Craig
- Richard Gaines as Dr. Pepperdine
- Moroni Olsen as Mr. Courtney
- Frank Cady as Dr. Day